# Juniperus turbinata
Juniperus turbinata Guss. è una specie di ginepro endemica della Sardegna, della Sicilia, dell'isola d'Elba e delle isole Baleari e Canarie. Si usa definire volgarmente sabina.
È il simbolo vegetale dell'isola El Hierro.

## Descrizione
È un albero di circa 8 m, con foglie squamiformi, più o meno triangolari. Coni generalmente terminali, globosi, scuri al principio e di color rosso scuro alla maturità.

## Tassonomia
In passato è stata considerata una sottospecie o una varietà di Juniperus phoenicea,  al quale assomiglia moltissimo.
Recenti studi ne suggeriscono la elevazione al rango di specie a sé stante.
Sono note le seguenti sottospecie:
- J. turbinata subsp. canariensis (A.P.Guyot in Mathou & A.P.Guyot) Rivas-Mart., Wildpret & P.Pérez, endemica delle isole Canarie.